# Devil Doll
Devil Doll – włosko-słoweńska grupa rockowa założona w 1987 roku, kierowana przez Mario „Mr. Doctora” Pancierę. Skład grupy tworzyli ponadto m.in. Sasha Olenjuk, Francesco Carta, Bor Zuljan, Davor Klaric, Roman Ratej oraz Roberto Dani.
W muzyce Devil Doll poza tradycyjnymi instrumentami rockowymi, takimi jak gitara czy perkusja występują również organy, harfa, pianino i motywy grane przez orkiestrę symfoniczną.
Początkowo projekt Devil Doll związany był z działającym w Wenecji Mr. Doctorem, który szybko nawiązał kontakt z Tivoli Studios w Ljubljanie, w osobie Jurija Toniego, który wcześniej jako inżynier dźwięku współpracował z grupą Laibach.

## Dyskografia
- The Girl Who Was... Death - 1989
- Eliogabalus - 1990
- Sacrilegium - 1992
- The Sacrilege of Fatal Arms - 1993
- Dies Irae - 1996